# La Puchimita
La Puchimita är en ort i Mexiko.   Den ligger i kommunen Cutzamala de Pinzón och delstaten Guerrero, i den södra delen av landet, 190 km väster om huvudstaden Mexico City. La Puchimita ligger 604 meter över havet och antalet invånare är 109.
Terrängen runt La Puchimita är kuperad. Runt La Puchimita är det ganska tätbefolkat, med 60 invånare per kvadratkilometer. Närmaste större samhälle är Huetamo de Núñez, 18,4 km sydväst om La Puchimita. I omgivningarna runt La Puchimita växer huvudsakligen savannskog.